# Väddö och Närdinghundra tingslag
Väddö och Närdinghundra tingslag var ett tingslag i Stockholms län och Norra Roslags domsaga, bildat den 1 januari 1918 (enligt beslut den 26 juli 1916) genom samgående av Närdinghundra tingslag och Väddö och Häverö skeppslags tingslag. Tingslaget avskaffades den 1 januari 1948 (enligt beslut den 10 juli 1947) när det slogs ihop med Frösåkers tingslag för att bilda Norra Roslags domsagas tingslag.

## Ingående områden
Tingslaget bestod av Närdinghundra härad, Väddö och Häverö skeppslag samt Edebo socken av Frösåkers härad.